# 5458 Aizman
5458 Aizman este un asteroid din centura principală de asteroizi.

## Descriere
5458 Aizman este un asteroid din centura principală de asteroizi. A fost descoperit pe 10 octombrie 1980 la Observatorul de Astrofizică din Crimeea de Nikolai Cernîh. El prezintă o orbită caracterizată de o semiaxă mare de 3,17 ua, o excentricitate de 0,03 și o înclinație de 9,2° în raport cu ecliptica.